# 厚剑锤虫
厚剑锤虫（学名：Xiphatractus grossus）为核虫科剑锤虫属的动物。在中国，分布于东海等海域。该物种的模式产地在东海28°30'N、128°N。